# 小行星列表/183501-183600
| 名稱                | 臨時編號   | 發現日期       | 發現地點     | 發現者                          |
| ------------------- | ---------- | -------------- | ------------ | ------------------------------- |
| 小行星183501        | 2003 FU4   | 2003年3月25日  | 圣贝纳迪诺县 | J. W. Young                     |
| 小行星183502        | 2003 FM8   | 2003年3月30日  | 索科罗       | 林肯近地小行星研究小组          |
| 小行星183503        | 2003 FP12  | 2003年3月22日  | Kvistaberg   | 烏普薩拉－DLR小行星巡天         |
| 小行星183504        | 2003 FP15  | 2003年3月23日  | 基特峰       | 太空监视                        |
| 小行星183505        | 2003 FY25  | 2003年3月24日  | 基特峰       | 太空监视                        |
| 小行星183506        | 2003 FP33  | 2003年3月23日  | 基特峰       | 太空监视                        |
| 小行星183507        | 2003 FC36  | 2003年3月23日  | 基特峰       | 太空监视                        |
| 小行星183508        | 2003 FE36  | 2003年3月23日  | 基特峰       | 太空监视                        |
| 小行星183509        | 2003 FZ40  | 2003年3月25日  | 帕洛马山     | 近地小行星追踪                  |
| 小行星183510        | 2003 FJ41  | 2003年3月25日  | 帕洛马山     | 近地小行星追踪                  |
| 小行星183511        | 2003 FV48  | 2003年3月24日  | 基特峰       | 太空监视                        |
| 小行星183512        | 2003 FG51  | 2003年3月25日  | 帕洛马山     | 近地小行星追踪                  |
| 小行星183513        | 2003 FR53  | 2003年3月25日  | 帕洛马山     | 近地小行星追踪                  |
| 小行星183514        | 2003 FC58  | 2003年3月26日  | 基特峰       | 太空监视                        |
| 小行星183515        | 2003 FA65  | 2003年3月26日  | 帕洛马山     | 近地小行星追踪                  |
| 小行星183516        | 2003 FJ78  | 2003年3月27日  | 基特峰       | 太空监视                        |
| 小行星183517        | 2003 FP80  | 2003年3月27日  | 索科罗       | 林肯近地小行星研究小组          |
| 小行星183518        | 2003 FA81  | 2003年3月27日  | 索科罗       | 林肯近地小行星研究小组          |
| 小行星183519        | 2003 FS88  | 2003年3月28日  | 基特峰       | 太空监视                        |
| 小行星183520        | 2003 FR90  | 2003年3月29日  | 可可尼诺县   | 洛厄尔天文台近地小行星搜寻计划  |
| 小行星183521        | 2003 FM91  | 2003年3月29日  | 可可尼诺县   | 洛厄尔天文台近地小行星搜寻计划  |
| 小行星183522        | 2003 FM93  | 2003年3月29日  | 可可尼诺县   | 洛厄尔天文台近地小行星搜寻计划  |
| 小行星183523        | 2003 FU93  | 2003年3月29日  | 可可尼诺县   | 洛厄尔天文台近地小行星搜寻计划  |
| 小行星183524        | 2003 FV101 | 2003年3月31日  | 索科罗       | 林肯近地小行星研究小组          |
| 小行星183525        | 2003 FK110 | 2003年3月30日  | 基特峰       | 太空监视                        |
| 小行星183526        | 2003 FV114 | 2003年3月31日  | 可可尼诺县   | 洛厄尔天文台近地小行星搜寻计划  |
| 小行星183527        | 2003 FV118 | 2003年3月26日  | 可可尼诺县   | 洛厄尔天文台近地小行星搜寻计划  |
| 小行星183528        | 2003 FT126 | 2003年3月31日  | 基特峰       | 太空监视                        |
| 小行星183529        | 2003 FV127 | 2003年3月31日  | 卡特林那     | 卡特林那巡天系统                |
| 小行星183530        | 2003 FV130 | 2003年3月29日  | 可可尼诺县   | 洛厄尔天文台近地小行星搜寻计划  |
| 小行星183531        | 2003 FA132 | 2003年3月27日  | 基特峰       | 太空监视                        |
| 小行星183532        | 2003 GC27  | 2003年4月6日   | 可可尼诺县   | 洛厄尔天文台近地小行星搜寻计划  |
| 小行星183533        | 2003 GG29  | 2003年4月6日   | 海勒卡拉     | 近地小行星追踪                  |
| 小行星183534        | 2003 GU38  | 2003年4月7日   | 基特峰       | 太空监视                        |
| 小行星183535        | 2003 GN45  | 2003年4月8日   | 帕洛马山     | 近地小行星追踪                  |
| 小行星183536        | 2003 GF50  | 2003年4月4日   | 基特峰       | 太空监视                        |
| 小行星183537        | 2003 GY54  | 2003年4月4日   | 基特峰       | 太空监视                        |
| 小行星183538        | 2003 GC55  | 2003年4月4日   | 可可尼诺县   | 洛厄尔天文台近地小行星搜寻计划  |
| 小行星183539        | 2003 HV15  | 2003年4月27日  | 索科罗       | 林肯近地小行星研究小组          |
| 小行星183540        | 2003 HC17  | 2003年4月24日  | 可可尼诺县   | 洛厄尔天文台近地小行星搜寻计划  |
| 小行星183541        | 2003 HV22  | 2003年4月26日  | 基特峰       | 太空监视                        |
| 小行星183542        | 2003 HH24  | 2003年4月27日  | 基特峰       | 太空监视                        |
| 小行星183543        | 2003 HN25  | 2003年4月25日  | 基特峰       | 太空监视                        |
| 小行星183544        | 2003 HZ27  | 2003年4月26日  | 基特峰       | 太空监视                        |
| 小行星183545        | 2003 HJ35  | 2003年4月26日  | 海勒卡拉     | 近地小行星追踪                  |
| 小行星183546        | 2003 HD38  | 2003年4月29日  | 索科罗       | 林肯近地小行星研究小组          |
| 小行星183547        | 2003 HR38  | 2003年4月29日  | 可可尼诺县   | 洛厄尔天文台近地小行星搜寻计划  |
| 小行星183548        | 2003 HU42  | 2003年4月29日  | 基特峰       | 太空监视                        |
| 小行星183549        | 2003 HU49  | 2003年4月29日  | 索科罗       | 林肯近地小行星研究小组          |
| 小行星183550        | 2003 HU57  | 2003年4月24日  | 基特峰       | 太空监视                        |
| 小行星183551        | 2003 JU4   | 2003年5月3日   | 基特峰       | 太空监视                        |
| 小行星183552        | 2003 JY5   | 2003年5月1日   | 基特峰       | 太空监视                        |
| 小行星183553        | 2003 JP10  | 2003年5月2日   | 基特峰       | 太空监视                        |
| 小行星183554        | 2003 JP11  | 2003年5月5日   | 基特峰       | 太空监视                        |
| 小行星183555        | 2003 JN13  | 2003年5月6日   | 諾加利斯     | Tenagra II                      |
| 小行星183556        | 2003 JQ13  | 2003年5月5日   | 可可尼诺县   | 洛厄尔天文台近地小行星搜寻计划  |
| 小行星183557        | 2003 KZ2   | 2003年5月22日  | 基特峰       | 太空监视                        |
| 小行星183558        | 2003 KT9   | 2003年5月25日  | 可可尼诺县   | 洛厄尔天文台近地小行星搜寻计划  |
| 小行星183559        | 2003 KQ12  | 2003年5月26日  | 基特峰       | 太空监视                        |
| 小行星183560Křišťan | 2003 KO18  | 2003年5月24日  | 克莱季       | 亚娜·季哈、米洛什·季希          |
| 小行星183561        | 2003 KC32  | 2003年5月27日  | 基特峰       | 太空监视                        |
| 小行星183562        | 2003 LP4   | 2003年6月5日   | 基特峰       | 太空监视                        |
| 小行星183563        | 2003 MD4   | 2003年6月22日  | 諾加利斯     | M. B. Schwartz、P. R. Holvorcem |
| 小行星183564        | 2003 MA12  | 2003年6月29日  | 索科罗       | 林肯近地小行星研究小组          |
| 小行星183565        | 2003 NL2   | 2003年7月3日   | 芦苇溪       | 约翰·布劳顿                     |
| 小行星183566        | 2003 NQ2   | 2003年7月4日   | 海勒卡拉     | 近地小行星追踪                  |
| 小行星183567        | 2003 OZ10  | 2003年7月27日  | 芦苇溪       | 约翰·布劳顿                     |
| 小行星183568        | 2003 OQ11  | 2003年7月20日  | 帕洛马山     | 近地小行星追踪                  |
| 小行星183569        | 2003 PN3   | 2003年8月2日   | 海勒卡拉     | 近地小行星追踪                  |
| 小行星183570        | 2003 QJ3   | 2003年8月19日  | 帝王台       | 帝王台近地天體巡天              |
| 小行星183571        | 2003 QK22  | 2003年8月20日  | 帕洛马山     | 近地小行星追踪                  |
| 小行星183572        | 2003 QV31  | 2003年8月21日  | 帕洛马山     | 近地小行星追踪                  |
| 小行星183573        | 2003 QH46  | 2003年8月23日  | 帕洛马山     | 近地小行星追踪                  |
| 小行星183574        | 2003 QJ54  | 2003年8月23日  | 索科罗       | 林肯近地小行星研究小组          |
| 小行星183575        | 2003 QP72  | 2003年8月23日  | 索科罗       | 林肯近地小行星研究小组          |
| 小行星183576        | 2003 RA5   | 2003年9月3日   | 海勒卡拉     | 近地小行星追踪                  |
| 小行星183577        | 2003 SX11  | 2003年9月16日  | 基特峰       | 太空监视                        |
| 小行星183578        | 2003 SD19  | 2003年9月16日  | 基特峰       | 太空监视                        |
| 小行星183579        | 2003 SD25  | 2003年9月17日  | 海勒卡拉     | 近地小行星追踪                  |
| 小行星183580        | 2003 SO33  | 2003年9月16日  | 可可尼诺县   | 洛厄尔天文台近地小行星搜寻计划  |
| 小行星183581        | 2003 SY84  | 2003年9月20日  | 海勒卡拉     | 近地小行星追踪                  |
| 小行星183582        | 2003 SM127 | 2003年9月19日  | 奥德热幽夫   | P. Kušnirák                     |
| 小行星183583        | 2003 SV177 | 2003年9月19日  | 基特峰       | 太空监视                        |
| 小行星183584        | 2003 SF182 | 2003年9月20日  | 索科罗       | 林肯近地小行星研究小组          |
| 小行星183585        | 2003 SZ201 | 2003年9月18日  | 图森         | R. A. Tucker                    |
| 小行星183586        | 2003 SF204 | 2003年9月22日  | 基特峰       | 太空监视                        |
| 小行星183587        | 2003 SZ246 | 2003年9月26日  | 索科罗       | 林肯近地小行星研究小组          |
| 小行星183588        | 2003 SY257 | 2003年9月28日  | 索科罗       | 林肯近地小行星研究小组          |
| 小行星183589        | 2003 SO284 | 2003年9月20日  | 索科罗       | 林肯近地小行星研究小组          |
| 小行星183590        | 2003 SH294 | 2003年9月28日  | 索科罗       | 林肯近地小行星研究小组          |
| 小行星183591        | 2003 SZ312 | 2003年9月17日  | 帕洛马山     | 近地小行星追踪                  |
| 小行星183592        | 2003 SJ313 | 2003年9月18日  | 海勒卡拉     | 近地小行星追踪                  |
| 小行星183593        | 2003 TG16  | 2003年10月15日 | 可可尼诺县   | 洛厄尔天文台近地小行星搜寻计划  |
| 小行星183594        | 2003 TB53  | 2003年10月5日  | 基特峰       | 太空监视                        |
| 小行星183595        | 2003 TG58  | 2003年10月3日  | 毛纳基山     | 毛纳基山天文台                  |
| 小行星183596        | 2003 UV    | 2003年10月16日 | 基特峰       | 太空监视                        |
| 小行星183597        | 2003 UT14  | 2003年10月16日 | 基特峰       | 太空监视                        |
| 小行星183598        | 2003 UN35  | 2003年10月16日 | 可可尼诺县   | 洛厄尔天文台近地小行星搜寻计划  |
| 小行星183599        | 2003 UY39  | 2003年10月16日 | 基特峰       | 太空监视                        |
| 小行星183600        | 2003 UQ45  | 2003年10月18日 | 基特峰       | 太空监视                        |